# Клирлејк (Калифорнија)
Клирлејк (енгл. Clearlake) град је у америчкој савезној држави Калифорнија. По попису становништва из 2010. у њему је живело 15.250 становника.

## Демографија
Према попису становништва из 2010. у граду је живело 15.250 становника, што је 2.108 (16,0%) становника више него 2000. године.
| Група             | 2000.          | 2010.          |
| Белци             | 10.086 (76,7%) | 10.254 (67,2%) |
| Афроамериканци    | 684 (5,2%)     | 614 (4,0%)     |
| Азијати           | 149 (1,1%)     | 161 (1,1%)     |
| Хиспаноамериканци | 1.449 (11,0%)  | 3.248 (21,3%)  |
| Укупно            | 13.142         | 15.250         |